# Riello
Riello è un comune spagnolo di 914 abitanti situato nella comunità autonoma di Castiglia e León.